# Fabryka fabryk
Fabryka fabryk (system FF) – stosowany w Polsce w okresie powojennym system typizacji otwartej budownictwa przemysłowego hal o konstrukcji opartej na technologii żelbetowej, prefabrykowanej. System umożliwiał budowę hal jednonawowych i wielonawowych. Podstawę projektowania budynków halowych w tym systemie stanowił katalog żelbetowych, zunifikowanych elementów prefabrykowanych oraz szczegółów konstrukcyjnych, z możliwością ich różnorodnego zestawiania.
Parametry techniczne budynków halowych w tym systemie były następujące:
- rozpiętość hal głównych: 18 m
- rozpiętość przybudówek: 6; 7,5; 9; 12 m
- rozstaw słupów i dźwigarów (o konstrukcji strunobetonowej): dla hal jednonawowych i wielonawowych – 6 m; dla hal dwunawowych i wielonawowych 12 m
- rozmiar płyt dachowych: 1,5 × 6 lub 15 × 12 m
- wysokość typowych prefabrykowanych w zakładach głównych słupów: 4,8; 5,4; 6; 7,2 m
- transport wewnętrzny: 1–4 suwnice podwieszone lub podparte (od wysokości 6 m), maksymalny udźwig suwnic podpartych 20/5 T
- ściany: nieocieplone z płyt panwiowych bez żeberek 0,24 × 1,2 × 0,6 m; ocieplone z betonu komórkowego
- osie słupów pokrywają się z osiami modularnymi hal
- możliwość budowy hal tylko częściowo zgodnymi z systemem FF.